# Alexia Amesbury
Alexia Amesbury (sinh k. 1951, nhũ danh Jumeau) là một chính trị gia người Seychelles và một luật sư chuyên nghiệp. Dưới sự bảo trợ của Đảng Công lý và Dân chủ Xã hội Seychelles, bà đã tham gia cuộc bầu cử tổng thống năm 2015 để trở thành người phụ nữ đầu tiên ứng cử tổng thống Seychelles.

## Đầu đời
Amesbury được sinh ra tại Praslin, Mahé, Seychelles và lớn lên tại Tu viện St. Elizabeth ở Seychelles cho đến khi bà chuyển đến Kenya vào năm 1961, nơi bà hoàn thành chứng chỉ O và A.

## Giáo dục
Ở tuổi 37, bà đã trúng tuyển tại một trường đại học ở Vương quốc Anh để học chuyên ngành Luật trước khi vào Trường Kinh tế và Khoa học Chính trị Luân Đôn, nơi có bằng thạc sĩ Luật Quốc tế.

## Nghề nghiệp
Năm 2015, bà trở thành người phụ nữ đầu tiên tham gia cuộc bầu cử tổng thống Seychellois sau khi bà đại diện cho Đảng Seychelles vì Công bằng xã hội và Dân chủ trong cuộc bầu cử tổng thống năm 2015. Bà đã nhận được tổng cộng 803 phiếu trong vòng đầu tiên. Trong khi Amesbury không tiến vào vòng bỏ phiếu thứ hai, bà đã ủng hộ Wavel Ramkalawan trong cuộc bầu cử ở các vòng tiếp theo.

## Tranh cãi
Sau khi James Michel giành chiến thắng trong cuộc bầu cử năm 2015, Amesbury tin rằng kết quả này không hợp lệ dựa trên Hiến pháp của Seychelles. Amesbury giải thích rằng theo Hiến pháp Seychelles, phần thứ năm của Biểu 3 nói rằng một ứng cử viên ở Seychelles không thể được bầu làm tổng thống trừ khi họ nhận được hơn một nửa số phiếu trong cuộc bầu cử.

## Cuộc sống cá nhân
Năm 1972, cô kết hôn với một người Anh có sáu người con. Hai người ly dị vào năm 1998.